# Aquia Harbour
 (mars 2025).
Aquia Harbour est une census-designated place située dans le comté de Stafford, dans l’État de Virginie, aux États-Unis. Lors du recensement de 2020, elle comptait 6 836 habitants.